# Огороджувальні конструкції

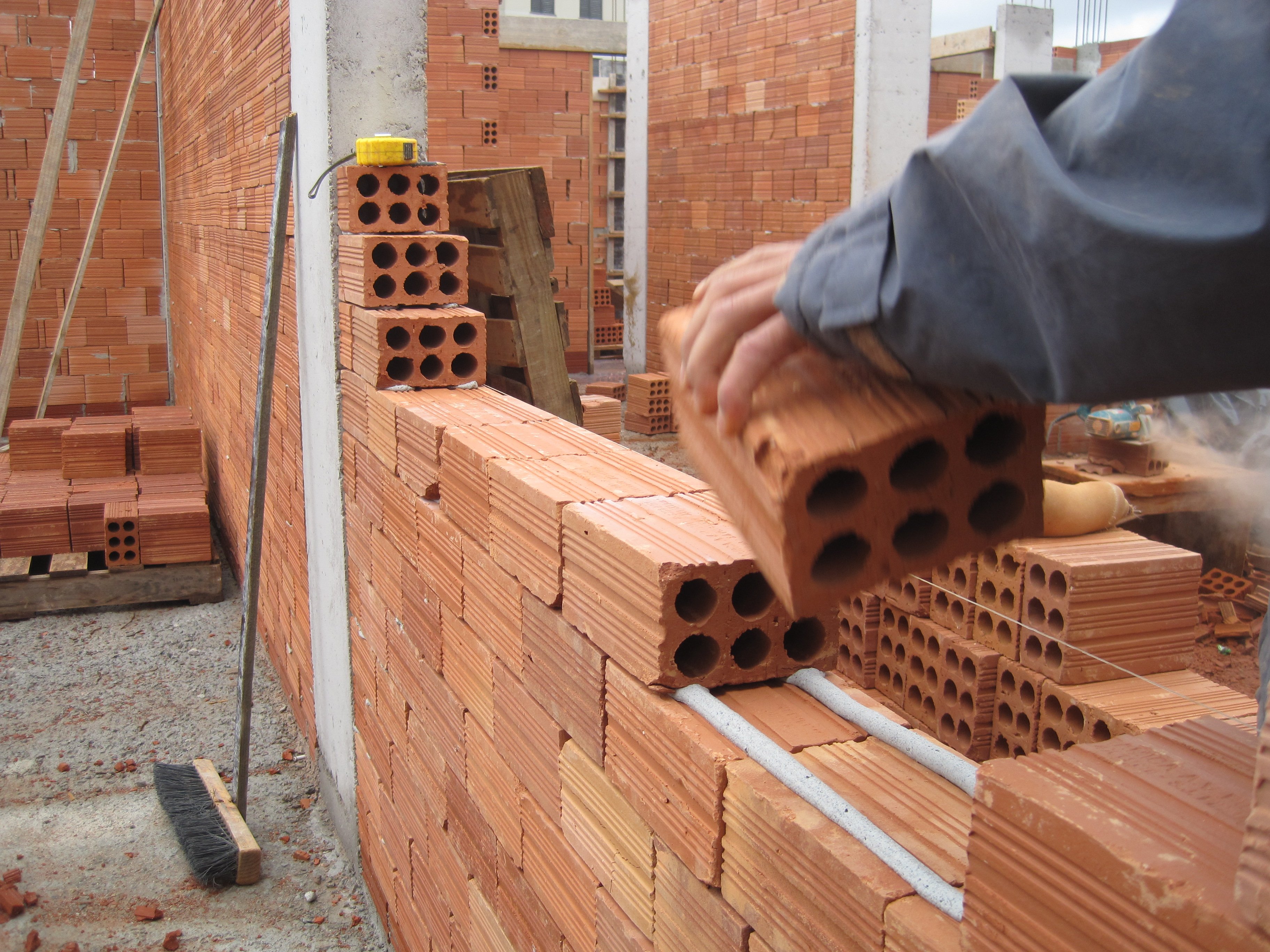
Будівництво огороджувальної конструкції з цегли

Огоро́джувальні констру́кції — будівельні конструкції призначені для ізоляції внутрішніх об'ємів у будівлях і спорудах від зовнішнього середовища або між собою.
Огороджувальні конструкції захищають будинок (споруду) від дії зовнішніх факторів — вологи, вітру, шуму, температурного впливу, забезпечують звукоізоляцію й теплоізоляцію приміщень.

## Види огороджувальних конструкцій
Розрізняють огороджувальні конструкції вертикальні (наприклад, стіни, перегородки) і горизонтальні (перекриття, покриття, дахи). Вони бувають: монолітні, збірні й збірно-монолітні; прості, або одношарові, й комплексні, або багатошарові; з дрібних (наприклад, плит, щитів, настилів) і великорозмірних елементів.
Виготовляють огороджувальні конструкції з бетону (у тому числі легкого бетону), залізобетону, азбесто- і армоцементу, сталі, сплавів алюмінію, цегли, каменю, деревини, скла, пластмас, повітронепроникних тканин і плівок тощо. Основні характеристики огороджувальних конструкцій — міцність, жорсткість, стійкість, волого-, вогне- і морозостійкість, довговічність, архітектурна виразність.
Огороджувальні будівельні конструкції часто є водночас і тримальними (несучі стіни й перегородки в цивільних будинках, резервуари для зберігання нафти і газу, оболонки, склепіння тощо).

## Вимоги до огороджувальних конструкцій
Серед огороджувальних конструкцій важливе значення мають зовнішні стіни, що визначають архітектурний вигляд будівлі. Часто матеріал стін характеризує і конструктивний тип будівлі: великоблоковий, великопанельний, дерев'яний (рубаний або щитовий), цегляний. Стіни виконують паралельно роль вертикальних діафрагм жорсткості.
Експлуатаційні характеристики зовнішніх огороджувальних конструкцій мають бути відповідними до місцевих кліматичних умов й забезпечувати необхідні санітарно-гігієнічні та комфортні умови у приміщеннях. До внутрішніх огороджувальних конструкцій ставлять вимоги відповідної ізоляції від повітряних та ударних шумів, від тепла й вологи суміжних приміщень. Огороджувальні конструкції мають мати високу міцність, механічну жорсткість, стійкість, вогнестійкість. Необхідним є також, щоб фактура, колір та інші декоративні характеристики поверхонь огороджувальних конструкцій відповідали призначенню будівель та приміщень, сприяли досягненню їх архітектурної виразності.
Важливою властивістю огороджувальних конструкцій є їх довговічність, ступінь якої встановлюється залежно від класу будівлі та матеріалів, що використовуються, з врахуванням реальних умов зношування огороджувальних конструкцій в результаті зовнішніх впливів. При використанні збірних конструкцій особлива увага приділяється конструктивним вирішенням з'єднувальних вузлів і якості виконання спряжень (стиків, в'язей, кріпильних і закладних деталей), щоб виключити можливість руйнування з'єднувальних елементів протягом терміну експлуатації, встановленого для будівлі (споруди) у цілому.

## Тенденції розвитку огороджувальних конструкцій
Удосконалення огороджувальних конструкцій пов'язане із зниженням їхньої маси і вартості, поліпшенням теплофізичних властивостей і конструктивних рішень, з підвищенням ступеня заводської готовності. Удосконалення конструкцій збірних елементів та їх з'єднувальних елементів з метою зниження трудомісткості виготовлення і монтажу огороджувальних конструкцій і будівлі в цілому; зменшення ваги огороджувальних конструкцій; використання для виготовлення огороджувальних конструкцій місцевих будівельних матеріалів.